# Hôtel de Grimaldi-Régusse
L'hôtel de Grimaldi-Régusse est un hôtel particulier situé au no 26 de la rue de l'Opéra, à Aix-en-Provence (France).
Cet édifice est classé au titre de monument historique depuis 1973.

## Historique
C'est le prévôt général de la Maréchaussée Antoine de Laurans de Peyrolle, de la branche cadette des familles de Brue et de Saint Martin, qui fit construire cette demeure au style baroque-aixois accompli, pour le président du parlement de Provence de l'époque, Charles de Grimaldi-Régusse (en).
Il choisit d'édifier son hôtel particulier dans le nouveau quartier Villeneuve de l'époque et demande à l'architecte Louis Jaubert (qui a déjà conçu l'hôtel de Boyer-d'Éguilles) de réaliser: "une demeure baroque mais sans emphase, qui ne manque pas d'allure et qui reflète l'autorité de son propriétaire".
Les travaux commencent en 1675 et se terminent en 1680.
Ce seront les maîtres-maçons aixois Barthélémy, Jean et Jean-Pierre Ausselet qui effectueront le gros œuvre, de maçonnerie et tous les travaux de taille de pierre. Les charpentiers Claude et Joseph Boyer qui construisirent la charpente sont également de l'équipe qui construisit l'hôtel de Boyer-d'Éguilles quelques années auparavant.

## Architecture
Le plan de l'hôtel particulier, massé entre une rue et un jardin, semble s'opposer au plan "en U" des hôtels particuliers parisiens, alors en vogue. Aux extrémités de la façade, deux pilastres cannelés et à chapiteaux encadrent six travées verticales de fenêtres. Un troisième pilastre sur la rue Pavillon défini l'encoule. 
Après la façade "révolutionnaire" de l'hôtel de Boyer-d'Éguilles, l'architecte renouvelle ici son exploit de façon si équilibrée et accomplie que son travail pour l'hôtel de Grimaldi-Régusse peut-être perçue comme une élévation idéale du modèle architectural aixois de la deuxième moitié du XVIIe siècle.